# Tma

Černá barva jako zobrazení temna

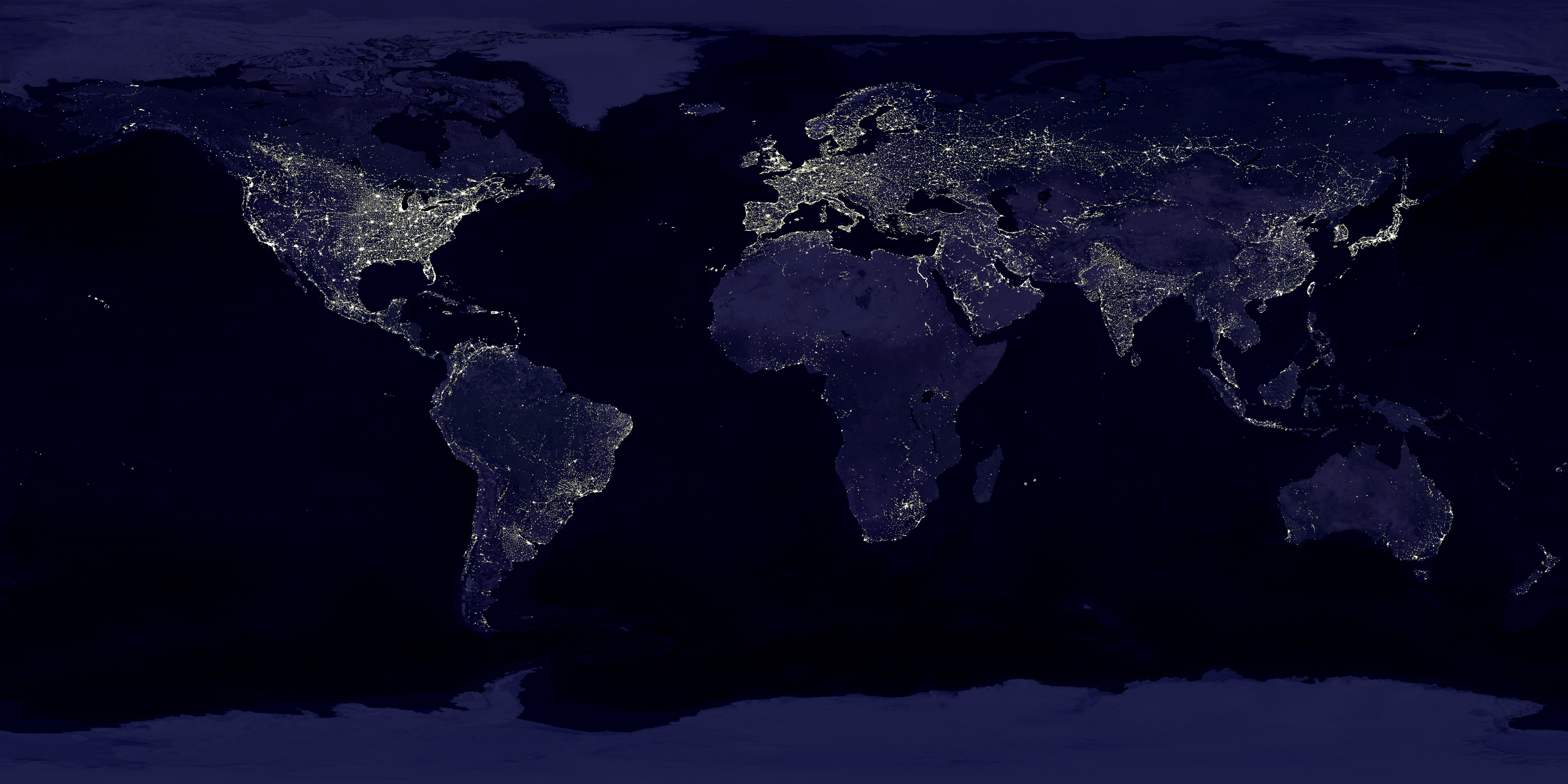
Temnota, tedy stín, umožňuje pozorovat světelné emise na Zemi.

Tma, temno nebo též temnota je vnímaná absence světla. Absolutní tma podle dnešního stavu vědy neexistuje, vždy je možné prokázat malé množství světla,[zdroj⁠?!] i když není lidským okem viditelné. Přesně je tedy tmu možné popsat jako minimální množství světla.
Český vědec 17. století Jan Marcus Marci z Kronlandu vyslovil o tmě následovné: „Tma jest negativní pojem, vlastně něco co neexistuje, a to se nemůže míchati s tím, co existuje.“